# Zaha Hadid
Dame Zaha Hadid, DBE (arabisk: زها حديد, Zahā Ḥadīd; født 31. oktober 1950 i Bagdad, død 31. marts 2016 i Miami) var en irakisk-britisk arkitekt. Hadid blev i 2004 den første kvinde til at modtage Pritzker-prisen for arkitekter.
Hadid studerede arkitektur ved Architectural Association School i London under Rem Koolhaas og arbejdede efter studierne flere år i Koolhaas' studie, Office for Metropolitan Architecture (OMA). Fra 1979 og frem til sin død drev hun sin egen arkitektvirksomhed i London: Zaha Hadid Architects.
Hadid bliver ofte omtalt som en dekonstruktivistisk arkitekt, og mange af hendes arbejder har kun eksisteret som skitseprojekter. Hun anses alligevel for at være en af de mest banebrydende blandt nyere tids arkitekter.
I 2012 blev Hadid udnævnt til Dame Commander (DBE) af Order of the British Empire for sin indsats for arkitekturfaget. Hun blev dermed ophøjet i ridderstanden og fik ret til at bære tiltaleformen Dame foran sit navn.
Zaha Hadid blev 65 år. Hun døde af et hjertetilfælde i forbindelse med behandling for bronkitis.

## Bygningsværker
- IBA, boliger, Berlin, Tyskland, 1987-1993.
- Vitra Brandstation, Weil am Rhein, Tyskland, 1991-1993.
- Musikvideopavillon, Groningen, Nederland, 1990.
- Landesgartenschau, Weil am Rhein, Tyskland, 1997-1999.
- Rosenthal Center for Contemporary Art, Cincinnati, Ohio, USA, 1999-2000.
- Station og Bilparkering Hoenheim-Nord, Strasbourg, Frankrig, 1999-2001.
- Bergisel Skihopbakke, Innsbruck, Østrig, 1999-2002.
- Ordrupgaard museumstilbygning, København, Danmark, 2001-2005.
- BMW-centret i Leipzig 2005.
- Hungerburgbahn, design af alle stationerne 2007.
- London Aquatics Centre, 2011

## Indretninger og andre projekter
- Restaurant Moonsoon, Sapporo, Japan, 1990.
- The Great Utopia, udstillingsindretning, Guggenheim museum, New York , 1992.
- Mind Zone, Millennium Dome, London, England, 1999-2000.
- Scenografi for Pet Shop Boys World Tour 1999/2000.
- Scenografi for Charleroi Dance Company, Belgien, 2000.

## Priser
- 2003 – Mies van der Rohe-prisen
- 2004 - Pritzker-prisen